# 八戸市図書情報センター

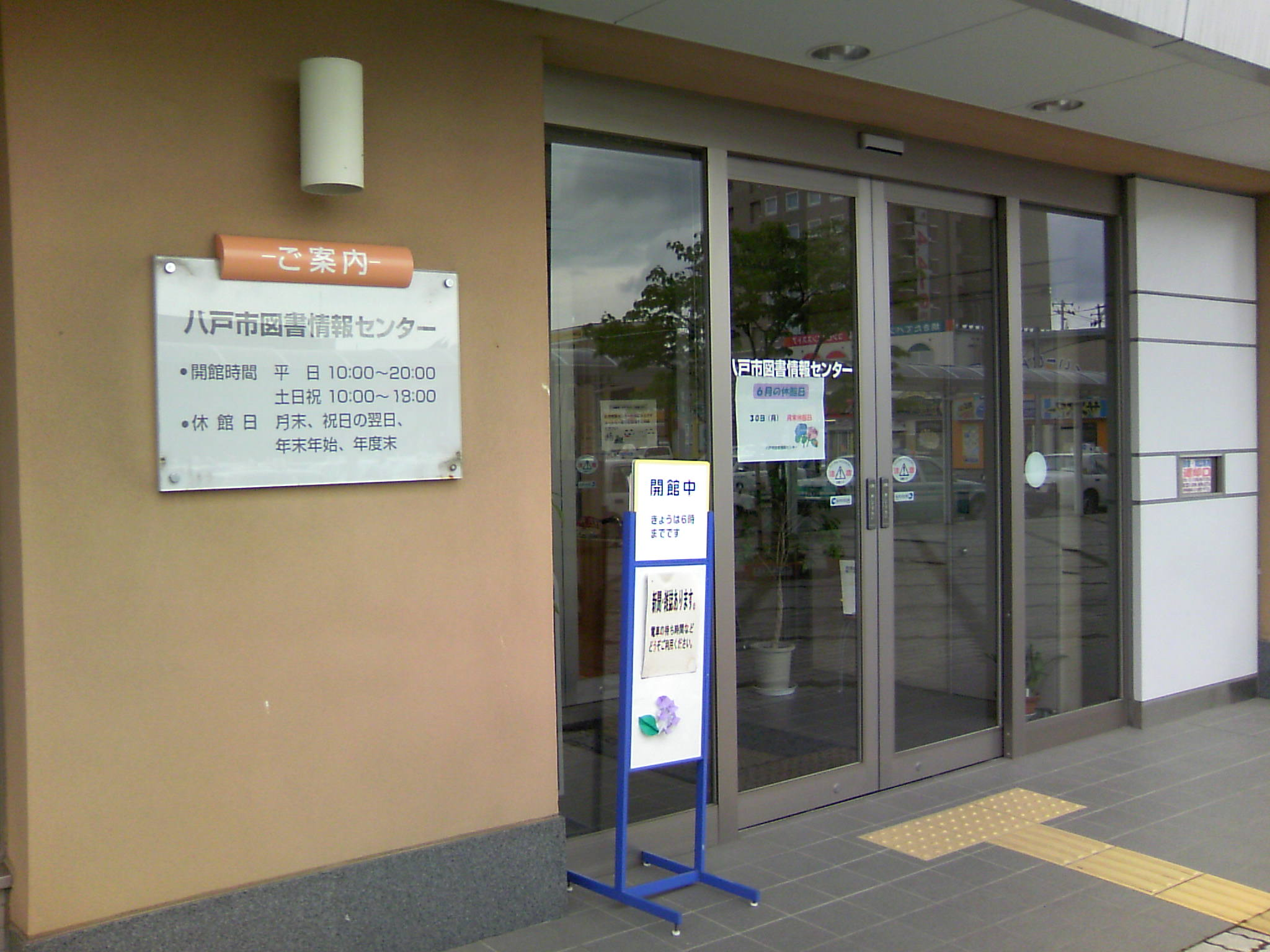
入口(2008年6月)

八戸市図書情報センター（はちのへしとしょじょうほうセンター）は、青森県八戸市にある図書館。

## 概要
八戸市立図書館分館であり、八戸駅うみねこプラザ1階に置かれている。主として郷土資料、雑誌類・CD・DVDを置いている。雑誌や新聞の種類は本館である八戸市立図書館を上回る。映像・音響ブースでCD・DVDの視聴が可能である。現在は株式会社図書館流通センターが指定管理者として管理・運営している。

## 沿革
2002年の東北新幹線八戸駅開業時に駅ビルの安定的な経営を図るため、JR東日本が公共施設が入居することを条件に複合駅ビル建設が決まった。そのため、入居する市の公共施設の一つとして図書館が置かれることとなった。

### 年表
- 2002年 - 八戸駅うみねこプラザに分館として八戸市図書情報センターが開設。
- 2008年 - 図書（絵本・児童図書）の貸出を開始。
- 2009年4月 - 指定管理者制度導入。[3]

## アクセス
- JR東日本・青い森鉄道：八戸駅東口より徒歩1分
- 八戸市営バス・南部バス・十和田観光電鉄バス：「八戸駅前」バス停下車後、徒歩1分
- 八戸自動車道・八戸インターより車で15分